# Gisconides
Les Gisconides sont des membres d'une riche famille carthaginoise. Elle est issue d'une ville d'Afrique : Giscon.
Cette famille compte de nombreuses personnalités dont :
- Hamilcar de Giscon qui est battu par les Siciliens près d'Himère ;
- Hannibal de Giscon est un général carthaginois qui mène des opérations en Sicile ;
- Himilcon est un général carthaginois et le rival de Denys l'Ancien ;
- Hasdrubal le Beau est un général carthaginois qui occupe les fonctions de gouverneur d'Hispanie. Il est le beau fils d'Hannibal Barca ;
- Hasdrubal Gisco est général carthaginois qui défendit Carthage lors de son siège en 203 av. J.-C. par Scipion l'Africain. Il est battu par ce dernier lors de la Bataille des Grandes Plaines.
- Sophonisbe, fille d'Hasdrubal Gisco, épousa le roi numide Syphax, afin de sceller une alliance politique.